# Campeonato Gaúcho 1928
In 1928 werd het achtste Campeonato Gaúcho gespeeld voor voetbalclubs uit de Braziliaanse staat Rio Grande do Sul. Er werden regionale competities gespeeld en de kampioenen ontmoetten elkaar in de finaleronde die gespeeld werd van 12 tot 24 oktober. Americano werd voor het eerst kampioen.

## Voorronde
|                       |        |       |                          |  |
| 28 augustus voorronde | Gaúcho | 2 – 1 | Nacional de São Leopoldo |  |
| 28 augustus voorronde |        |       |                          |  |

## Knock-outfase
|  | Halve finale       | Halve finale | Halve finale |           |   | Finale | Finale | Finale |
|  |                    |              |              |           |   |        |        |        |
|  | Americano          | 4            |              |           |   |        |        |        |
|  | Gaúcho             | 0            |              |           |   |        |        |        |
|  | Gaúcho             | 0            |              | Americano | 3 |        |        |        |
|  |                    |              |              |           | 3 |        |        |        |
|  |                    | Bagé         | 0            |           |   |        |        |        |
|  | Bagé               | Bagé         | 0            | 3         | 2 |        |        |        |
|  | Bagé               |              |              | 3         | 2 |        |        |        |
|  | Guarany de Rosário | 3            | 0            |           |   |        |        |        |

Details finale
|                   |             |       |      |                                           |
| 24 oktober Finale | Americano   | 3 – 0 | Bagé | Baixada, Porto Alegre Toeschouwers: 4.000 |
| 24 oktober Finale | Joãozinho , |       |      | Baixada, Porto Alegre Toeschouwers: 4.000 |

|  | Americano | Bagé |

## Kampioen
| Campeonato Gaúcho de 1928     |
| Porto Alegre                  |
| ----------------------------- |
| AMERICANO Kampioen (1° titel) |